# GWR-Klasse 4300
Die Klasse 4300 der Great Western Railway (GWR) ist eine Baureihe von 1’C-Dampflokomotiven mit Schlepptender, die vor Güterzügen und Personenzügen eingesetzt wurde. Der 1911 eingeführte Entwurf von George Jackson Churchward gilt mit 342 ausgelieferten Exemplaren als meistgebaute Schlepptenderlokomotive der GWR. Sie blieben bis 1964, kurz vor der Einstellung des Dampfbetriebes in der Western Region der British Railways im Einsatz. Zwei Lokomotiven sind erhalten geblieben.

## Geschichte

### Entwicklung und Bau
Churchward entwickelte mit der Klasse 4300 eine Baureihe, die verschiedene Klassen von 1’B-Lokomotiven seines Vorgängers Joseph Armstrong ablöste, die in sekundären Diensten vor Personen- und Güterzügen eingesetzt wurden. Sie stellte eine universell einsetzbare Schlepptenderversion der 1’C1’-Tenderlokomotive der Klasse 3150 dar. Die Tenderlokomotive wurde im schweren Vorortsverkehr eingesetzt, eigneten sich jedoch aufgrund der begrenzten Vorräte und des hohen Gewichts nicht für andere Einsätze.
Weil die Klasse 4300 nur aus bereits erprobten Baugruppen bestand, wurde kurz nach dem Bau der ersten Lokomotive die Serienfertigung aufgenommen. Die ersten 20 Lokomotiven wurden in den bahneigenen Werkstätten in Swindon gebaut und 1911 geliefert. Sie unterschieden sich geringfügig vom Rest der Klasse, weil alle nachfolgenden Lieferlose ein im hinteren Bereich um 230 mm (9 in) verlängerten Rahmen hatten. Dies minderte zwar den Einsatzbereich auf Nebenstrecken mit kleinen Drehscheiben, erlaubte aber eine wartungsfreundlichere Anordnung der Injektoren für die Kesselspeisung und die Verwendung größerer Führerhäuser. 20 weitere Lokomotiven folgten 1913. Bis 1921 wurden in Swindon 212 Lokomotiven gebaut. In den Jahren 1921 und 1922 baute die Robert Stephenson and Company 35 Lokomotiven und lieferte 15 Materialsätze nach Swindon zur Endmontage. 1923 baute Swindon 20 Stück, danach ließ Charles Collett, der Nachfolger von Churchward nach einer dreijährigen Pause 1925 nochmals 10 und 1932 nochmals 20 Lokomotiven nachbauen. Insgesamt wurden 342 Lokomotiven der Klasse 4300 gebaut.

### Einsatz bei der Railway Operating Division (ROD)
Während des Ersten Weltkriegs setzte die Railway Operating Division (ROD) der British Army elf Lokomotiven in Frankreich ein. Sie waren in Audruicq stationiert und trugen die Nummern 5319 bis 5326 sowie 5328 bis 5330. Sie beförderten 1000-Tonnen-Züge mit Kriegsmaterial zwischen den Bahnhöfen außerhalb von Calais in Les Fontinettes und den militärischen Bahnhöfen östlich von Hazebrouck mit Nachschub für die Zweite Britische Armee um den Ypernbogen.

### Änderungen
Zwischen 1928 und 1958 wurden 163 Lokomotiven mit außenliegenden Dampfleitungen und neuen Zylindern versehen.
Es wurde festgestellt, dass bei Lokomotiven, die auf kurvenreichen Strecken, insbesondere in Cornwall, eingesetzt wurden, ein übermäßiger Verschleiß der Spurkränze am führenden Kuppelradsatz auftrat. Um das Gewicht auf der Laufachse zu erhöhen und so eine besser Führung zu ermöglichen, wurden 1928 an 65 Lokomotiven aus dem Nummernbereich 5300 bis 5399 hinter den vorderen Pufferträgern ein zusätzliches Gussteil mit einer Maße von anderthalb Tonnen angebracht. Diese Lokomotiven wurden nach dem Umbau in die Klasse 8300 eingeordnet.
Ab 1944 erfolgte schrittweise eine Rückrüstung dieser Lokomotiven und sie erhielten wieder ihre 5300er-Nummern. wobei die 8393 die letzte war, die 1948 umgerüstet wurde. Die Notwendigkeit, die zusätzlichen Gewichte zu entfernen, ergab sich aus dem Mangel an Lokomotiven, die nach dem Zweiten Weltkrieg auf Strecken mit Gewichtsbeschränkungen eingesetzt werden konnten, da viele ältere Lokomotiven ihr Lebensende erreicht hatten und ausgemustert werden mussten. Bei mit dem Zusatzgewicht ausgelieferten Lokomotiven der 9300er-Serie wurde das Gewicht erst in den Jahren 1956 bis 1959 entfernt, wobei sie die neuen Nummern 7322 bis 7341 erhielten.
Zwischen 1936 und 1939 wurden insgesamt 88 Lokomotiven aus der 4300er-Serie sowie 20 aus der 8300er-Serie ausgemustert. Die Fahr- und Triebwerke dieser Lokomotiven fanden Wiederverwendung beim Bau der Klasse 6800 (Grange-Klasse) und der Klasse 7800 (Manor-Klasse). Obwohl geplant war, weitere Lokomotiven auf diese Weise aufzuwerten, wurde das Programm aufgrund des Zweiten Weltkriegs eingestellt und nach Kriegsende nicht wieder aufgenommen.

### Einsatz bei den British Railways
Bei der Verstaatlichung der GWR gingen von den insgesamt 342 gebauten Lokomotiven 241 in den Besitz der British Railways (BR) über. Von den ersten 100 gebauten Lokomotiven mit den Nummern 4300 bis 4399 an waren nur noch 12 vorhanden, die bis 1959 ausgemustert wurden. Von der zweiten Gruppe mit den Nummern 5300 bis 5399 fehlten lediglich 12 Lokomotiven. Bei der dritten Gruppe mit den Nummern 6300 bis 6399 war nur die Lokomotive Nr. 6315 nach einer Entgleisung 1945 ausgemusterte. Nach dem Zweiten Weltkrieg nahm der Bestand kontinuierlich ab, jedoch wurden die letzten 35 Lokomotiven erst 1963 ausgemustert.

### Erhaltene Lokomotiven
Es sind zwei Lokomotiven erhalten geblieben:
- Nr. 5322 war während des Ersten Weltkriegs in Frankreich im Einsatz. Nach ihrer Rückkehr nach England im Jahr 1919 wurde sie im April 1964 ausgemustert und an den Schrottplatz der Woodham Brothers in Barry, Südwales, verkauft. Dort erwarb ein Mitglied der Didcot Railway Society die Lokomotive, die 1969 nach Caerphilly geschleppt und betriebsfähig aufgearbeitet wurde. Sie war von 1971 bis 1975 im Betrieb, musste jedoch danach abgestellt werden.  Nach dem Tod des Besitzers im Jahr 1979 wurde die Lokomotive von der Great Western Society übernommen. Ab November 2008 war sie erneut betriebsfähig, musste jedoch 2018 aufgrund von Kesselproblemen außer Betrieb genommen werden.[4]  Im November 2011 fand die Lokomotive Verwendung für Dreharbeiten zu der Verfilmung des Tolstoi-Romans Anna Karenina, in der sie eine russische Lokomotive darstellte, die schneebedeckt in den Bahnhof von Moskau einfährt, welcher in Wirklichkeit das Didcot Railway Centre ist.[5]
- Nr. 7325 wurde im Februar 1932 als Nr. 9303 in Swindon gebaut. Im Jahr 1958 erfolgte sie die neue Nummer, im April 1964 wurde sie ausgemustert. Über den Schrottplatz der Woodham Brothers gelangte sie 1974 zur Great Western (SVR) Association, die sie auf der Severn Valley Railway einsetzte, bis eine Revision erforderlich wurde. Die Lokomotive wurde aufgearbeitet und war von 1992 bis 2000 erneut im Einsatz.[6]

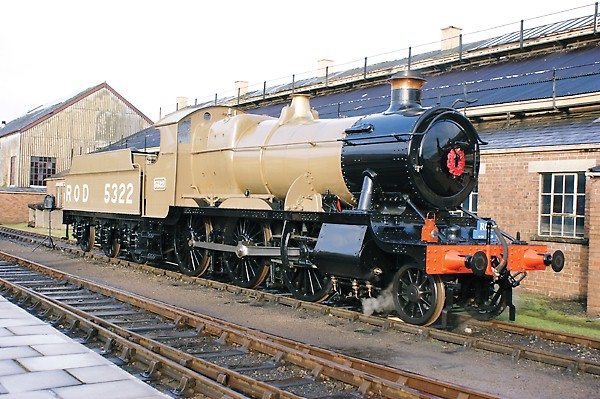
Nr. 5322 als ROD 5322 in khakifarbener Militärlackierung (2008)
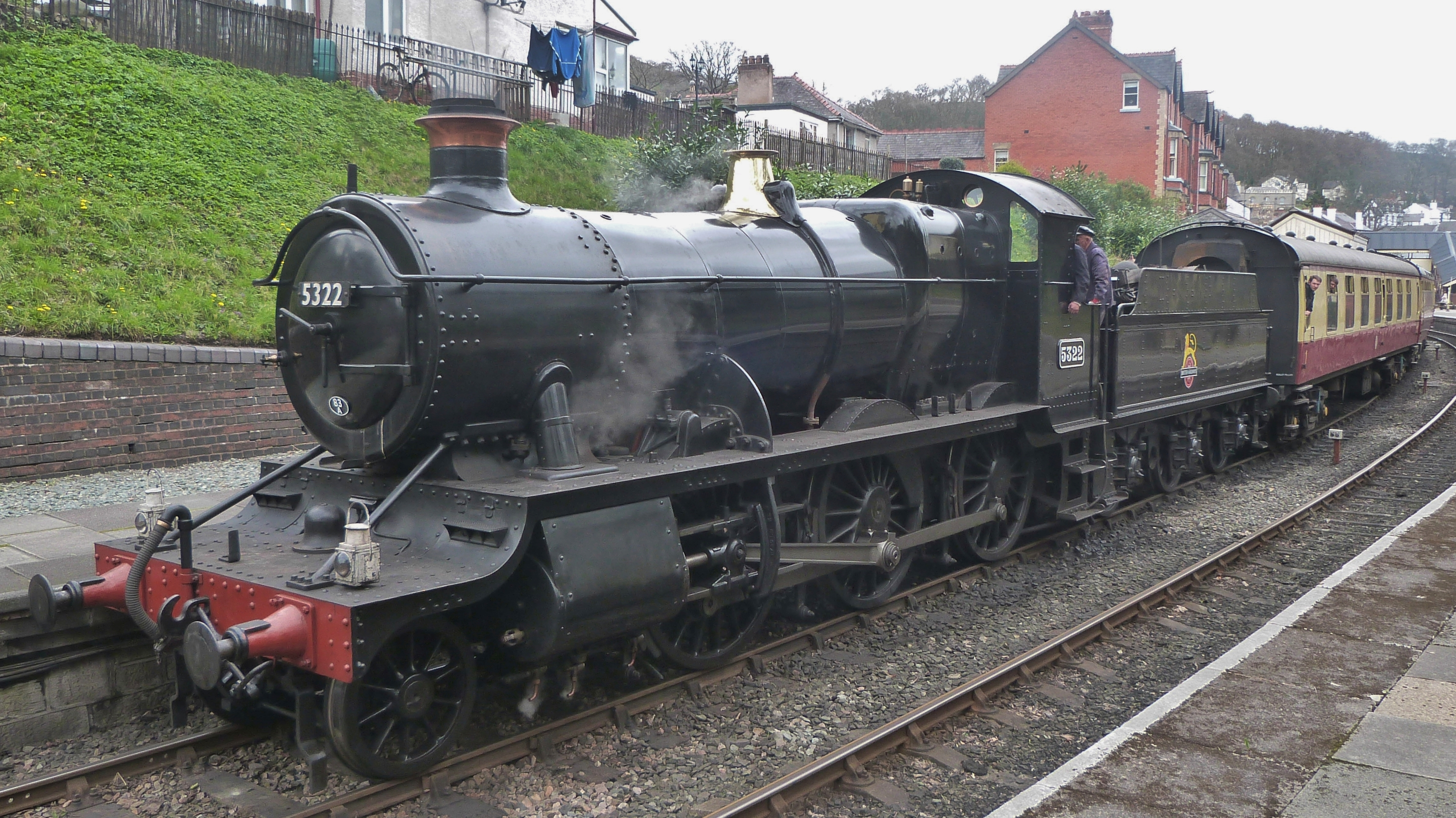
Nr. 5322 in British-Rail-Farben (2014)
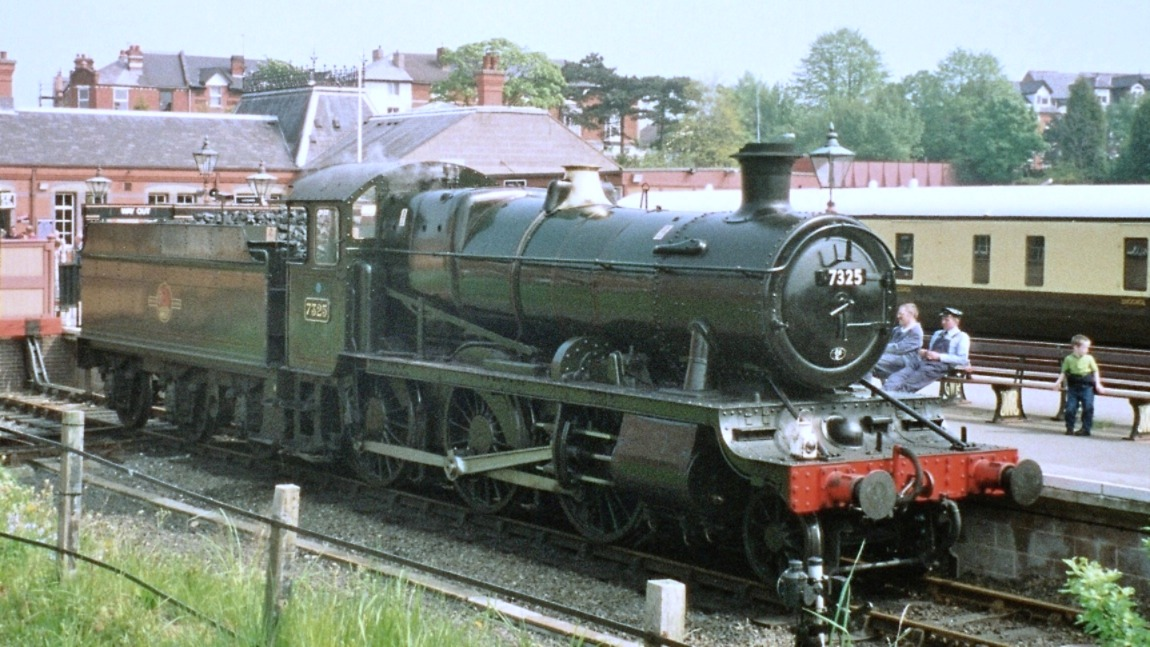
Nr. 7325 (1998)

## Technik

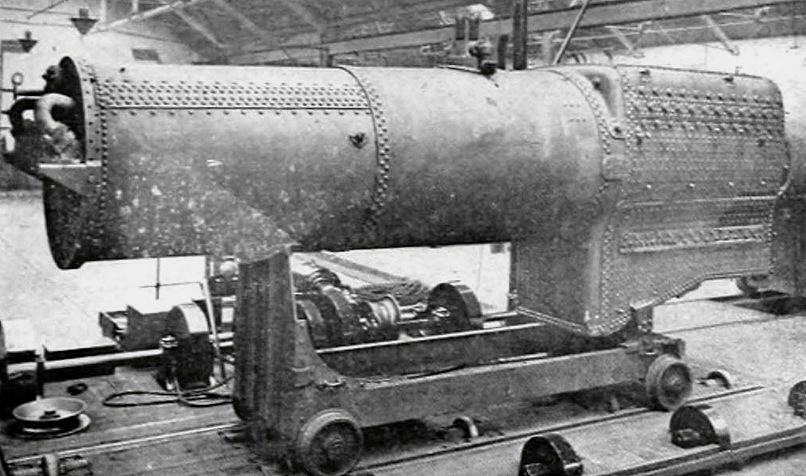
GWR-Standardkessel Nr. 4

Die Klasse 4300 stellt die Schlepptender-Version der 1’C1’-Tenderlokomotive der Klasse 3150 dar, die 1906 entwickelt wurde. Sie nutzt die gleichen Kuppelräder, Außenzylinder und den GWR-Standardkessel Nr. 4 wir die Tenderlokomotiven der Klasse 3150.
Sie gilt als die erste moderne 1'C-Lokomotive, die in Großbritannien gebaut wurde. Die Entwicklung ist Harold Holcroft zuzuschreiben, der Churchward bei der Ausarbeitung des Entwurfs unterstützte. Holcroft bereiste Kanada und die USA. Er integrierte Designprinzipien von dortigen Lokomotiven in den Entwurf der Klasse 4300. Besonders bemerkenswert ist, dass von der bis dahin in England gängigen Bauart mit Innentriebwerk abgewichen wurde. Außerdem war dies die erste Klasse, die standardmäßig mit obenliegender Kesseleinspeisung ausgestattet war.
Die ersten 20 Lokomotiven waren mit besonders kurzen Führerhäuser der Saint-Klasse ausgestattet, während der Rest der Klasse einen verlängerten Rahmen besaß, der den Einbau von Führerhäuser der County-Klasse ermöglichte. Die letzten 20 Lokomotiven verfügten über Führerhäuser mit Seitenfenstern und erhielten das bei den 8300er-Lokomotiven eingeführte zusätzliche Gewicht über der Laufachse bereits ab Werk.